# Грчаревець
Грчаревець (словен. Grčarevec) — поселення в общині Логатець, Осреднєсловенський регіон, Словенія. Висота над рівнем моря: 471,5 м.